# Metadioctria rubida
Metadioctria rubida är en tvåvingeart som först beskrevs av Daniel William Coquillett 1893.  Metadioctria rubida ingår i släktet Metadioctria och familjen rovflugor.
Artens utbredningsområde är Kalifornien. Inga underarter finns listade i Catalogue of Life.